# Diane Parryová
Diane Parryová (nepřechýleně Parry, * 1. září 2002 Nice), je francouzská profesionální tenistka. Ve své dosavadní kariéře na okruhu WTA Tour vyhrála dva deblové turnaje. V sérii WTA 125 vybojovala dvě singlové trofeje. V rámci okruhu ITF získala čtyři tituly ve dvouhře i ve čtyřhře.
Na žebříčku WTA byla ve dvouhře nejvýše klasifikována v říjnu 2024 na 48. místě a ve čtyřhře v prosinci 2023 na 74. místě. Trénuje ji Gonzalo Lopez Sanchis. Na juniorském kombinovaném žebříčku ITF vystoupala v říjnu 2019 na 1. místo a sezónu zakončila jako juniorská mistryně světa.
Ve francouzském týmu Billie Jean King Cupu debutovala v roce 2022 světovou baráží proti Nizozemsku, v níž vyhrála nad Suzan Lamensovou a prohrála čtyřhru v páru s Paquetovou. Francouzky zvítězily 3–1 na zápasy. Do dubna 2024 v soutěži nastoupila k jedinému mezistátnímu utkání s bilancí 1–0 ve dvouhře a 0–1 ve čtyřhře.

## Tenisová kariéra
V rámci hlavních soutěží událostí okruhu ITF debutovala v březnu 2017 po zisku divoké karty na turnaj v Le Havre dotovaný 15 tisíci dolary. V úvodním kole podlehla Němce Franzisce Komerové.

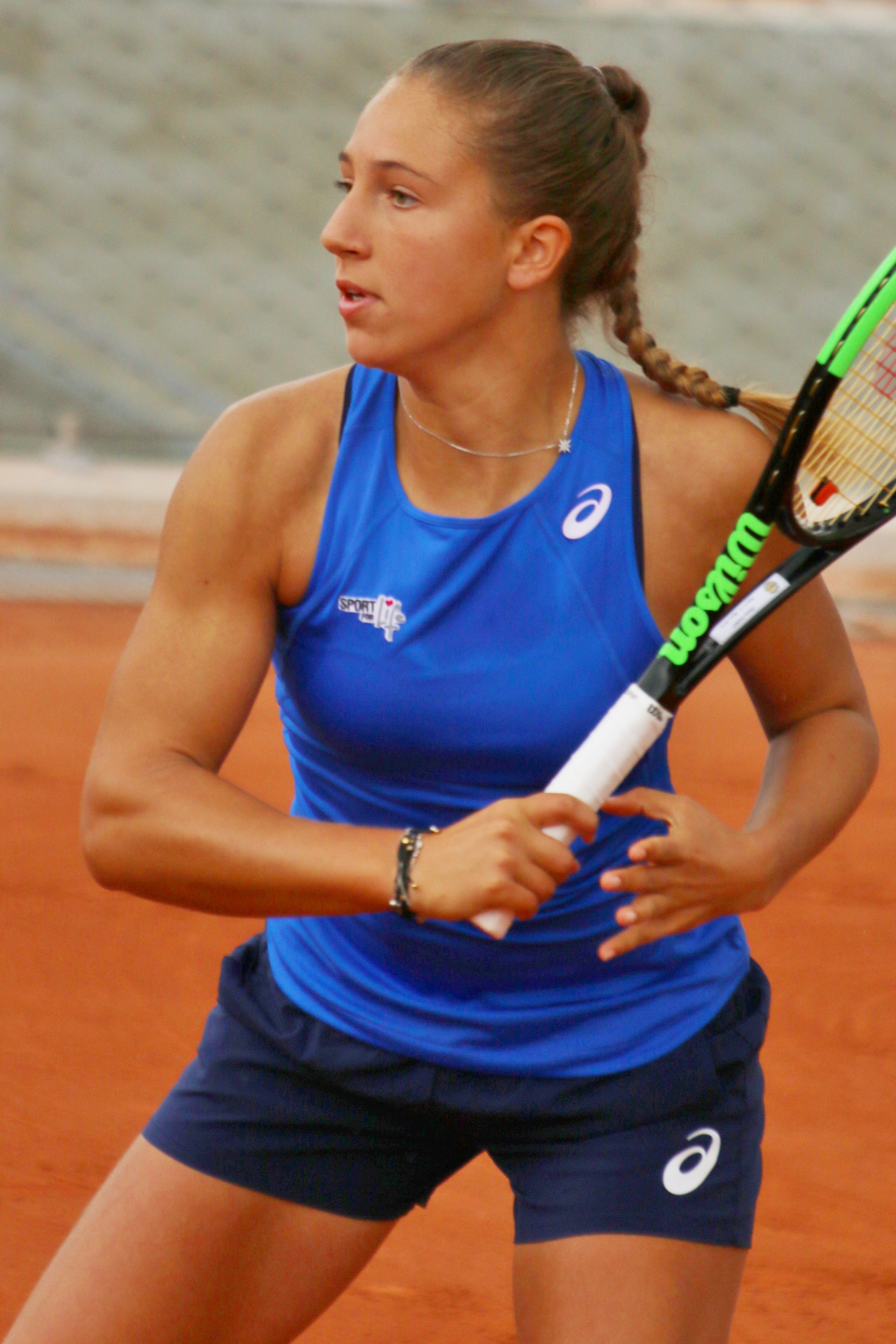
Na French Open 2019

Premiéru v nejvyšší grandslamové kategorii zaznamenala v ženském deblu French Open 2017, do něhož opět obdržela s krajankou Giulií Morletovou divokou kartu. V úvodním kole však uhrály jen dva gamy na nizozemsko-švédský pár Kiki Bertensová a Johanna Larssonová. Zároveň se jednalo o její premiérový start na okruhu WTA Tour. První singlovou soutěž i vyhraný zápas si připsala na French Open 2019, kde vyřadila stou druhou hráčku žebříčku Věru Lapkovou z Běloruska. Ve druhé fázi ji zdolala belgická světová dvacítka Elise Mertensová. Od francouzské tenisové federace pak získala divokou kartu i do dvouhry US Open 2019. Její cestu soutěží však ukončila Kristýna Plíšková z konce elitní stovky klasifikace.
Během listopadu 2021 postoupila do dvou finále série WTA 125K. Nejdříve přes Maďarku Pannu Udvardyovou na Argentine Open v Buenos Aires. V závěrečném duelu však podlehla další maďarské tenistce Anně Bondárové z druhé světové stovky. O dva týdny později zvládla semifinále Uruguay Open v Montevideu proti Gruzínce Jekatěrine Gorgodzeové a následně opět porazila Udvardyovou. Získala tak první titul v této úrovni tenisu. Francouzská federace jí zajistila divokou kartu i na Australian Open 2022, kde na úvod prohrála se šedesátou šestou ženou klasifikace Martou Kosťukovou z Ukrajiny. Členku elitní světové desítky poprvé porazila na úvod French Open 2022, když vyřadila světovou dvojku Barboru Krejčíkovou vracející se na okruh po dlouhodobém zranění. Přes Kolumbijku Camilu Osoriovou postoupila do třetího kola, v němž podlehla Sloane Stephensové ze sedmé světové desítky, ale bývalé šampionce US Open. V prvním kole úvodního ročníku Tallin Open 2022 ji vyřadila česká teenagerka Linda Nosková ve třech setech.

## Finále na okruhu WTA Tour
| Legenda                  |
| ------------------------ |
| D – dvouhra; Č – čtyřhra |
| Grand Slam (0)           |
| Turnaj mistryň (0)       |
| WTA 1000 (0)             |
| WTA 500 (0)              |
| WTA 250 (2–1 Č)          |

### Čtyřhra: 3 (2–1)
| Stav       | č. | datum         | turnaj                         | kategorie | povrch | spoluhráčka     | soupeřky ve finále                   | výsledek         |
| ---------- | -- | ------------- | ------------------------------ | --------- | ------ | --------------- | ------------------------------------ | ---------------- |
| Vítězka    | 1. | únor 2023     | Mérida, Mexiko                 | WTA 250   | tvrdý  | Caty McNallyová | Wang Sin-jü Wu Fang-sien             | 6–0, 7–5         |
| Vítězka    | 2. | červenec 2023 | Lausanne, Švýcarsko            | WTA 250   | antuka | Anna Bondárová  | Amina Anšbová Anastasia Dețiuc       | 6–2, 6–1         |
| Finalistka | 1. | červen 2024   | Nottingham, Spojené království | WTA 250   | tráva  | Harriet Dartová | Gabriela Dabrowská Erin Routliffeová | 7–5, 3–6, [9–11] |

## Finále série WTA 125
| Legenda                  |
| ------------------------ |
| D – dvouhra; Č – čtyřhra |
| WTA 125 (2–3 D)          |

### Dvouhra: 5 (2–3)
| Stav       | č. | datum         | turnaj                  | povrch | soupeřka ve finále | výsledek      |
| ---------- | -- | ------------- | ----------------------- | ------ | ------------------ | ------------- |
| Finalistka | 1. | listopad 2021 | Buenos Aires, Argentina | antuka | Anna Bondárová     | 3–6, 3–6      |
| Vítězka    | 1. | listopad 2021 | Montevideo, Uruguay     | antuka | Panna Udvardyová   | 6–3, 6–2      |
| Vítězka    | 2. | květen 2023   | Paříž, Francie          | antuka | Caty McNallyová    | bez boje      |
| Finalistka | 2. | listopad 2023 | Colina, Chile           | antuka | Sára Bejlek        | 2–6, 1–6      |
| Finalistka | 3. | prosinec 2023 | Montevideo, Uruguay     | antuka | Renata Zarazúová   | 5–7, 6–3, 4–6 |

## Tituly na okruhu ITF
| Dotace turnajů okruhu ITF | Dotace turnajů okruhu ITF |
| ------------------------- | ------------------------- |
| 100 000 $ tournaments     | 80 000 $ tournaments      |
| 75 000 $ tournaments      | 60 000 $ tournaments      |
| 50 000 $ tournaments      | 25 000 $ tournaments      |
| 15 000 $ tournaments      | 10 000 $ tournaments      |

### Dvouhra (4 tituly)
| Č. | datum         | turnaj             | povrch | poražená finalistka | výsledek |
| -- | ------------- | ------------------ | ------ | ------------------- | -------- |
| 1. | prosinec 2020 | Antalya, Turecko   | antuka | Berfu Cengizová     | 6–3, 6–1 |
| 2. | červen 2021   | Périgueux, Francie | antuka | Elsa Jacquemotová   | 6–3, 6–1 |
| 3. | červenec 2021 | Turín, Itálie      | antuka | Lucia Bronzettiová  | 6–4, 6–2 |
| 4. | říjen 2021    | Sevilla, Španělsko | antuka | Elina Avanesjanová  | 6–2, 6–0 |

### Čtyřhra (4 tituly)
| Č. | datum       | turnaj              | povrch | spoluhráčka             | poražené finalistky                       | výsledek         |
| -- | ----------- | ------------------- | ------ | ----------------------- | ----------------------------------------- | ---------------- |
| 1. | říjen 2017  | Hammámet, Tunisko   | antuka | Yasmine Mansouriová     | Dominique Karregatová Caroline Roméová    | 6–1, 6–1         |
| 2. | srpen 2020  | Oeiras, Portugalsko | antuka | Eva Guerrero Álvarezová | Francisca Jorgeová Olga Parres Azcoitiová | 7–6, 6–0         |
| 3. | červen 2021 | Périgueux, Francie  | antuka | Margot Yerolymosová     | Sada Nahimanová Anna Sisková              | 6–4, 6–2         |
| 4. | duben 2023  | Zaragoza, Španělsko | antuka | Arantxa Rusová          | Asia Muhammadová Eden Silvaová            | 6–1, 4–6, [10–5] |